# Chav (subcultura)

Caricatura de un chav

Chav, chava, charva o charver, es un término peyorativo aplicado a ciertos jóvenes del Reino Unido. La imagen estereotipada de un chav corresponde al de un adolescente o joven adulto agresivo, con origen en la clase trabajadora, que viste ropas de marca y tiene estilo informal. Además, tiene por costumbre pelear y ser altanero, suele involucrarse en crímenes triviales o menores, y frecuentemente está desempleado o con un empleo de bajo salario.
Se estima que el término se originó de la lengua romaní, como el español chaval. La forma en inglés de este término asume un significado despreciativo, y que comienza a apreciarse en los grandes diccionarios a partir del año 2005.
El término chav posee muchas alternativas regionales; en el nordeste de Inglaterra se encuentra la variante charva o charv, usada en el condado de Tyne and Wear. Charver fue una palabra común con el significado de poder no restricto, que se usó en Newcastle durante la segunda mitad del siglo XIX, para referirse a muchacho o niño, de donde se derivó chawvo, una expresión romaní que significa "persona joven y amiga".
Durante la década de 1990, charver sufrió una desfiguración semántica, debido a su masiva utilización por los hablantes de algunos dialectos como el Geordie. El cambio en el significado de la palabra se hizo con la intención de insultar; charver y chav se convirtieron en sinónimo, aunque este último todavía no ha entrado en el lenguaje común. Es probable que el término chav sea un derivado reciente de charver, por consiguiente, es posible que las dos palabras sean  etimológicamente distintas. Otros términos equivalentes a chav son scally, predominante en el noroeste de Inglaterra (incluido Liverpool)  y townie, una palabra que ahora es menos popular que chav. Palabras semejantes en uso fuera de Inglaterra incluyen ned o scunner en Escocia, spide o skanger en Irlanda y spide, milly (de Mill-girl) y steek en Irlanda del Norte.
Algunos críticos consideran que el término es una nueva manifestación de clasismo. Un documental de la BBC TV sugiere que chav es una evolución de subculturas juveniles de la clase trabajadora anteriores asociadas a estilos de ropas comerciales peculiares, como los mods, skinheads y casuales. Entretanto, chav no es un sinónimo directo de "personas de clase trabajadora"; el término se refiere a un tipo específico de comportamiento, modo de hablar y de vestir que es lejos de ser universal entre la clase trabajadora británica. El término viene siendo asociado a la delincuencia juvenil, la generación del Orden del Comportamiento Antisocial y la cultura gamberro.

## Popularización en la moda
Dados sus orígenes como un término "chulo", su uso se extendió tan rápidamente, que en el año 2004, se había vuelto una palabra de uso corriente en los periódicos nacionales y el lenguaje común en el Reino Unido. El libro Larpers and Shroomers: The Language Report de Susie Dent, publicado por la Oxford University Press, la ha designado como "palabra del año" en 2004. Una búsqueda en 2005 descubrió que, apenas en diciembre de 2004, 114 artículos de jornadas británicos usaron ese término. La popularidad de palabra llevó la creación de sitios dedicados a catalogar y ridicularizar el estilo de vida chav.
La "cultura chav" viene siendo extensivamente retratada por la moda británica:
- Los grupos de rap galés Goldie Lookin Chain fue descrito como tanto personificado cuanto sátira de estética chav, a pesar de ser un propio grupo, niega cualquier rótulo, simplemente abucheando del asunto.[16] La revista de tuning automovilística británica Max Power llegó a tener un Mk3 Vauxhall Cavalier, que pega con adhesivo para hacerle un distintivo típico de Burberry, denominado "Chavalier" que se la entrega a la banda.
- El futbolista Wayne Rooney[17] y su esposa Coleen,[18] la rapera Lady Sovereign,[19] la modelo Katie Price,[20] la actriz Danniella Westbrook,[21] la exparticipante de Big Brother Jade Goody[22] y la cantora y presentadora de televisión Kerry Katona[23] también fueron rotulados como chavs por los tabloides británicos.
- La personaje Lauren Cooper y sus amigas Lisa y Ryan de la serie de comedia británica The Catherine Tate Show exhiben el claro estilo chav de vestimenta, comportamiento, manera e intereses musicales.[24] Otro sketch de comedia del Reino Unido, Little Britain  presenta una personaje con características semejantes, Vicky Pollard.[24]
- En la película Kingsman el personaje principal es retratado como de "cultura chav" al igual que varios de los personajes al principio de la película.

## Críticas y estereotipo
El uso diseminado del estereotipo chav tiene sufridas críticas; algunos argumentan que eso se debe simplemente a esnobismo y elitismo, y que problemas sociales serios como a presencia de orden de Comportamiento Antisocial, gravidez de la adolescencia, delincuencia y alcoholismo en áreas de bajos salarios no deberían ser tratadas con escarnio. Críticos del tema argumentan que sus proponentes son "neo-esnobes", y que la creciente popularidad levanta cuestiones sobre como la moderna sociedad británica lía con la movilidad y clases sociales. En un artículo de febrero de 2005, en el diario The Times, la columnista Julie Burchill argumentó que el uso de la palabra es una forma de "racismo social", el que tamaña "zombaria" revela más sobre los defectos de los críticos de que aquellos dan supuestas víctimas. El escritor John Harris tiene comentarios semejantes en un artículo publicado en 2007 de The Guardian.

## Efecto comercial
- Burberry es una marca de ropa cuyos productos fueron inicialmente asociados a los estereotipos chav. El apego de la compañía entre los aspectos de moda, chav es un ejemplo sociológico de influencia proletaria, en la cual una marca considerada de lujo comienza a ser consumida en masa por un grupo socioeconómicamente inferior. La Burberry argumenta que su asociación con el ascenso de moda chav está ligada a versiones falsificadas de las ropas. "Estas son las noticias de ontem", dice Stacey Cartwright, CEO de Burberry. "Las ropas eran, en su mayoría, imitaciones, el Reino Unido es responsable por apenas 10% de  estas ventas, de cualquier manera."[29] La compañía tomo varias medidas para distanciarse del estereotipo: cesó la producción de boné de béisbol de marca propia en 2004,[30] el disminuir el uso de el designó típico, con tartan y jadréz, a tal extensión que esas características ahora solo aparecen en forros internos y otras posiciones poco valorizadas de sus ropas.[31][32] La Burberry también tomó acciones legales contra infracciones en alto nivel de marca. En agosto de 2006, una empresa de riquixás automotivó (conocidos como tuk-tuks) a la ciudad de Brighton, en la costa sur de Inglaterra, tuvo un "Chevrolet" que llevaba el tartan de Burberry pintado con el distintivo. Entretanto, la compañía tuvo que deshacerse del vehículo cuando a Burberry se le amenazó por la procesación de infringir copyright.[33]
- La grande cadena de supermercados Asda intentó registrar la palabra chav para una nueva línea de confección de dulces.[34] Un portavoz declaró: "Con eslogan de personajes en programas de televisión como Little Britain y The Catherine Tate Show providenciándonos más y más giras contemporáneas, en los queridos Tanto-Faz — ahora apellidados chavs — se tornarán populares entre las crianzas y los más crecidos también. Pensaban que precisaban de algunos algún respeto que decidieron patentar a sus queridos.[35][36]
- Muchas características normalmente asociadas a los estereotipos de homo y metrosexual son evitados por la moda chav, con predominancia de ropas de marca.[37]